# Herb Frampola
Herb Frampola – jeden z symboli miasta Frampol i gminy Frampol w postaci herbu obowiązujący od 1990 roku.
Pierwotny herb miasta przedstawiał św. Jana Nepomucena.

## Wygląd i symbolika
Herb przedstawia złoty półksiężyc, a nad nim złotą strzałę skierowaną rosochą (grotem) do góry położoną między dwoma złotymi gwiazdami. Całość znajduje się na błękitnej tarczy herbowej.
Herb jest odmianą herbu szlacheckiego Sas.